# Gibberella thapsina
Gibberella thapsina är en svampart som beskrevs av Klittich, J.F. Leslie, P.E. Nelson & Marasas 1997. Gibberella thapsina ingår i släktet Gibberella och familjen Nectriaceae.   Inga underarter finns listade i Catalogue of Life.